# Evolocumab
Evolocumabul  este un anticorp monoclonal hipolipemiant, fiind utilizat în tratamentul anumitor tipuri de dislipidemii. Calea de administrare disponibilă este cea injectabilă (subcutanată).

## Utilizări medicale
Evolocumabul este utilizat în tratamentul unor dislipidemii, precum:
- Hipercolesterolemie familială și dislipidemie mixtă
- Hipercolesterolemie familială homozigotă

## Mecanism de acțiune
Evolocumabul este un anticorp monoclonal care inhibă PCSK9 (proprotein-convertaza subtilizin/kexin de tipul 9). PCSK9 realizează degradarea receptorilor LDL, ceea ce scade capacitatea ficatului de a metaboliza LDL-coloesterolul.